# Santa Comba (Vila Nova de Foz Coa)
Santa Comba é uma povoação portuguesa sede da Freguesia de Santa Comba do Município de Vila Nova de Foz Côa, freguesia com 30,83 km² de área e 145 habitantes (censo de 2021), tendo, por isso, uma densidade populacional de 4,7 hab./km².

## Demografia
A população registada nos censos foi:
| Distribuição da População por Grupos Etários | Distribuição da População por Grupos Etários | Distribuição da População por Grupos Etários | Distribuição da População por Grupos Etários | Distribuição da População por Grupos Etários |
| -------------------------------------------- | -------------------------------------------- | -------------------------------------------- | -------------------------------------------- | -------------------------------------------- |
| Ano                                          | 0-14 Anos                                    | 15-24 Anos                                   | 25-64 Anos                                   | > 65 Anos                                    |
| 2001                                         | 29                                           | 37                                           | 116                                          | 108                                          |
| 2011                                         | 15                                           | 11                                           | 82                                           | 100                                          |
| 2021                                         | 4                                            | 5                                            | 44                                           | 92                                           |

## Localidades
A Freguesia é composta por duas aldeias:
- Tomadias
- Santa Comba

## Património
- Igreja Matriz de Santa Comba
- Capela de São Sebastião
- Capela de Santo António
- Capela da Senhora da Saúde
- Sítios de Arte Rupestre do Vale do Côa - Núcleo Arqueológico de Habitat Paleolítico do Salto do Boi/Cardina - Património Mundial UNESCO (1998)